# Droits de l'homme en Slovaquie
Les droits de l'homme en Slovaquie sont garantis dans la constitution du pays depuis 1992 à la suite de la Révolution de velours (chute de la République socialiste tchécoslovaque).
Le gouvernement slovaque a par ailleurs signé de multiples accords internationaux relatifs aux droits de l'homme entre 1948 et 2006.
En général, les cas de violations des droits de l'homme rapportés par les ONG internationales restent relativement faibles.[réf. nécessaire]
La peine de mort a été abolie en Slovaquie et le pays est membre de la Cour pénale internationale (CPI). En matière de liberté de presse, la Slovaquie occupe en 2013 la 23e place du Press Freedom Index établi par l'ONG française Reporters sans frontières.

## Histoire
Après avoir été inclus dans la Tchécoslovaquie en 1918, les dirigeants tchèques et slovaques ont décidé de mettre un terme, d'un commun accord, à la République fédérative tchèque et slovaque en 1992, qui regroupait ces deux entités au sein de cet état. Cette séparation a eu lieu le 1er janvier 1993.
La Slovaquie, état désormais indépendant, a rejoint l'ONU le 19 janvier 1993 et a signé la plupart des traités du Conseil de l'Europe qu'elle a rejoint au mois de juin de la même année. Elle a ratifié le 14 septembre 1995 la Convention-cadre pour la protection des minorités nationales.
Il existe trois groupes de minorités en Slovaquie :
1. Bulgares, Croates, Tchèques, Allemands, Polonais et Tsiganes ;
2. Ruthènes et Ukrainiens ;
3. Hongrois.

Les Hongrois sont la minorité la plus importante du pays et représente 10 % de la Population slovaque. Cette minorité se plaint de discrimination et souhaite son autonomie en termes de culture et d'éducation. En raison du probable expansionnisme hongrois, la Slovaquie a signé l'Accord de partenariat pour la paix en 1994 (préalable pour l'entrée de la Slovaquie dans l'OTAN). Les autres minorités sont mieux acceptées en Slovaquie car elles ne représentent aucune menace.
Cependant d'autres minorités sont discriminées et ont besoin d'un plus grande protection, en effet d'après Nils Muižnieks (commissaire aux droits de l'homme du conseil de l'Europe) "La Slovaquie doit intensifier ses efforts destinés à combattre et éradiquer la discrimination en droit et en pratique, et prendre des mesures effectives pour améliorer la protection des Roms, des personnes handicapées et des personnes LGBTI."
Malgré son bon positionnement décrété par l'ONG en matière de liberté de la presse, les journalistes ont des craintes et déclarent leur manque de confiance dans les institutions publiques censées faire en sorte qu’ils puissent exercer leur profession librement et en toute sécurité, au cours de la visite en République slovaque du commissaire aux droits de l'homme Nils Muižnieks.

## Textes fondamentaux

### La Constitution
La Nouvelle Constitution est mise en place le 3 septembre 1992. Elle relate les principes égalitaires mais aussi les libertés et droits fondamentaux décrits en 4 paragraphes dans l'article 12.
Article 12
1) Les êtres humains sont libres et égaux dans la dignité et dans leurs  droits. Les droits fondamentaux et les libertés sont inviolables, inaliénables, protégés par la loi, et ne peuvent être contestés.
2) Les droits fondamentaux et les libertés sont garanties sur le  territoire de la république de Slovaquie à tous sans égard au sexe, à la  race, la couleur de la peau, la langue, la croyance et la religion, la conviction politique ou autre, l'origine nationale ou sociale, l'appartenance  à un groupe national ou ethnique, la propriété, la naissance ou toute autre position. Nul peut être désavantagé ou avantagé pour ces motifs.
3) Chacun a le droit de décider librement de sa nationalité. Toute influence sur cette décision et toute forme de pression visant à l’assimilation  est interdite.
4) Nul ne peut être limité dans ses droits en raison de ses libertés et droits fondamentaux.
Elle évoque également les droits des minorités nationales de par l'article 34 en disant que "nul ne peut être pénalisé en raison de son appartenance à une minorité nationale". La minorité Hongroise juge cependant ce dernier comme étant trop limitant.

### Les traités internationaux
L'article 11 relate la supériorité des traités nationaux en matière de droits et libertés fondamentales sur les lois slovaques. Cependant ce dernier a été abrogé.
La Slovaquie a signé la plupart de ses traités internationaux durant les années 1990.Il s'agit, pour la plupart, de traité de bon voisinage avec les pays limitrophes. L'article 15 du Traité sur les rapports de bon voisinage et la coopération amicale entre la République slovaque et la République de Hongrie relate les droits de la minorité Slovaque en Hongrie et de la minorité Hongroise en Slovaquie. Des documents internationaux devront être appliqués pour la protection des minorités.